# Guardina di Piazza Sennaja
La guardina di Piazza Sennaja è un edificio storico della città di San Pietroburgo, in Russia, situato appunto nella centrale Piazza Sennaja.

## Storia
L'edificio originale della guardina fu costruito nel XVIII secolo in Piazza Sennaja. Fra il 1818 e il 1820 fu riedificata su progetto di Vincenzo Beretti; è l'ultimo edificio di questo tipo che sopravvive nelle città russe.
Nel 1874 Fëdor Dostoevskij venne detenuto nella guardina per violazione della censura, in qualità di direttore della rivista Graždanin. Dal XVIII secolo e fino agli inizi di quello successivo in Piazza Sennaja venivano eseguite le punizioni corporali della servitù, proprio di fronte alla guardina.
Durante l'alluvione del 1924 l'acqua sommerse i locali al pianterreno, raggiungendo i 48 centimetri dal pavimento, danneggiando i muri dell'edificio che minacciarono di collassare una volta ritirate le acque. La guardina venne quindi restaurata nel 1926, e al suo interno fu aperto un negozio; dal 1934 ospitò un alimentari, e nel 1936 divenne l'ufficio costruzioni del Gorpromtorg. Dal 1957 al 1987 servì invece come stazione numero 1 degli autobus Intercity. Nel 1994 un incendio colpì la sezione dei rettili dello zoo di Leningrado e l'allora governatore della città, Anatolij Sobčak, decise di trasferire il terrario nella guardina di Piazza Sennaja. Dagli anni 2020 l'edificio ospita l'ufficio informazioni turistiche di San Pietroburgo.

## Architettura
L'edificio si affaccia verso il centro della piazza dal suo angolo settentrionale, e si trovava in posizione simmetrica all'entrata della chiesa del Salvatore di Sennaja prima che questa fosse demolita. Alle spalle del corpo di fabbrica principale erano un tempo presenti altri edifici di servizio, protetti da una recinzione metallica. La facciata principale è decorata con un portico di colonne tuscaniche e con metope e bassorilievi raffiguranti armature e temi militareschi.